# Lindesnes kommun
Lindesnes kommun (norska: Lindesnes kommune) är en kommun i Agder fylke i södra Norge. Kommunen är Norges sydligaste och omfattar bland annat det lilla skäret Pysen som är Norges sydligaste punkt samt halvön Lindesnes som är Norges sydligaste fastlandspunkt. Kommunens centralort Mandal är Norges sydligaste stad.
Tidigare har kommunen tillhört dåvarande Vest-Agder fylke.

## Administrativ historik
Lindesnes kommun bildades den 1 januari 1964 genom sammanläggning av de tidigare kommunerna Spangereid, Sør-Audnedal och Vigmostad. Den fick namn efter den halvö på vilken den ligger. 
Den 1 januari 2020 utvidgades Lindesnes kommun med de tidigare kommunerna Mandal och Marnadal.

### Vapen för tidigare kommuner inom den nuvarande kommunen

Mandals kommun (1921–2019)
Marnardals kommun (1987–2019)

## Tätorter
I Lindesnes kommun finns åtta tätorter:
- Farestad
- Krossen
- Mandal (centralort)
- Spangereid (Høllen)
- Svennevik
- Sånum
- Vigeland
- Øyslebø

## Socknar
Inom Norska kyrkan är Lindesnes kommun indelad i fyra socknar:
- Holums socken
- Lindesnes socken
- Mandals socken
- Marnardals socken

Socknarna ingår i Lister og Mandals prosteri i Agder og Telemarks stift.

## Bilder

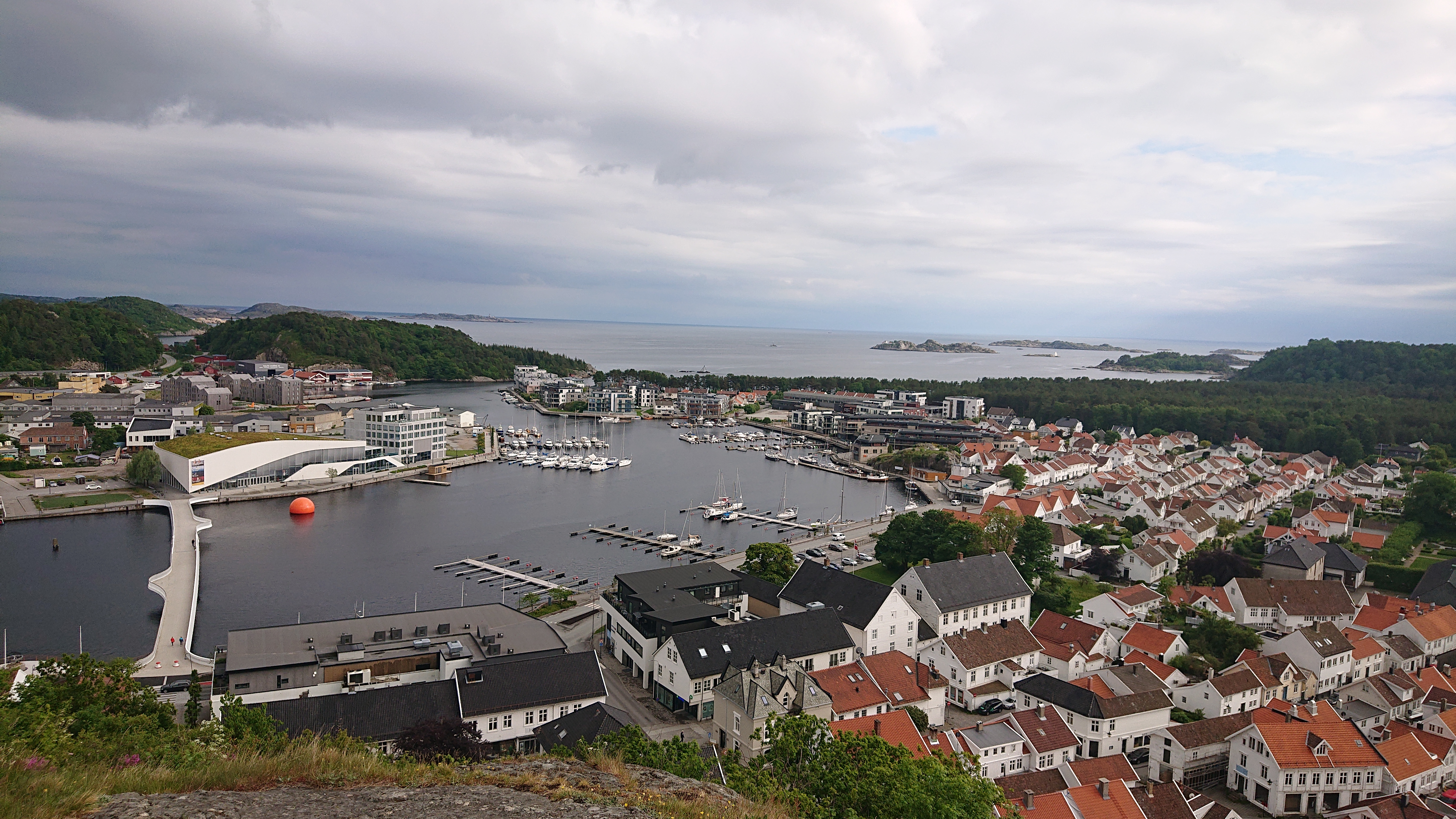
Mandal.
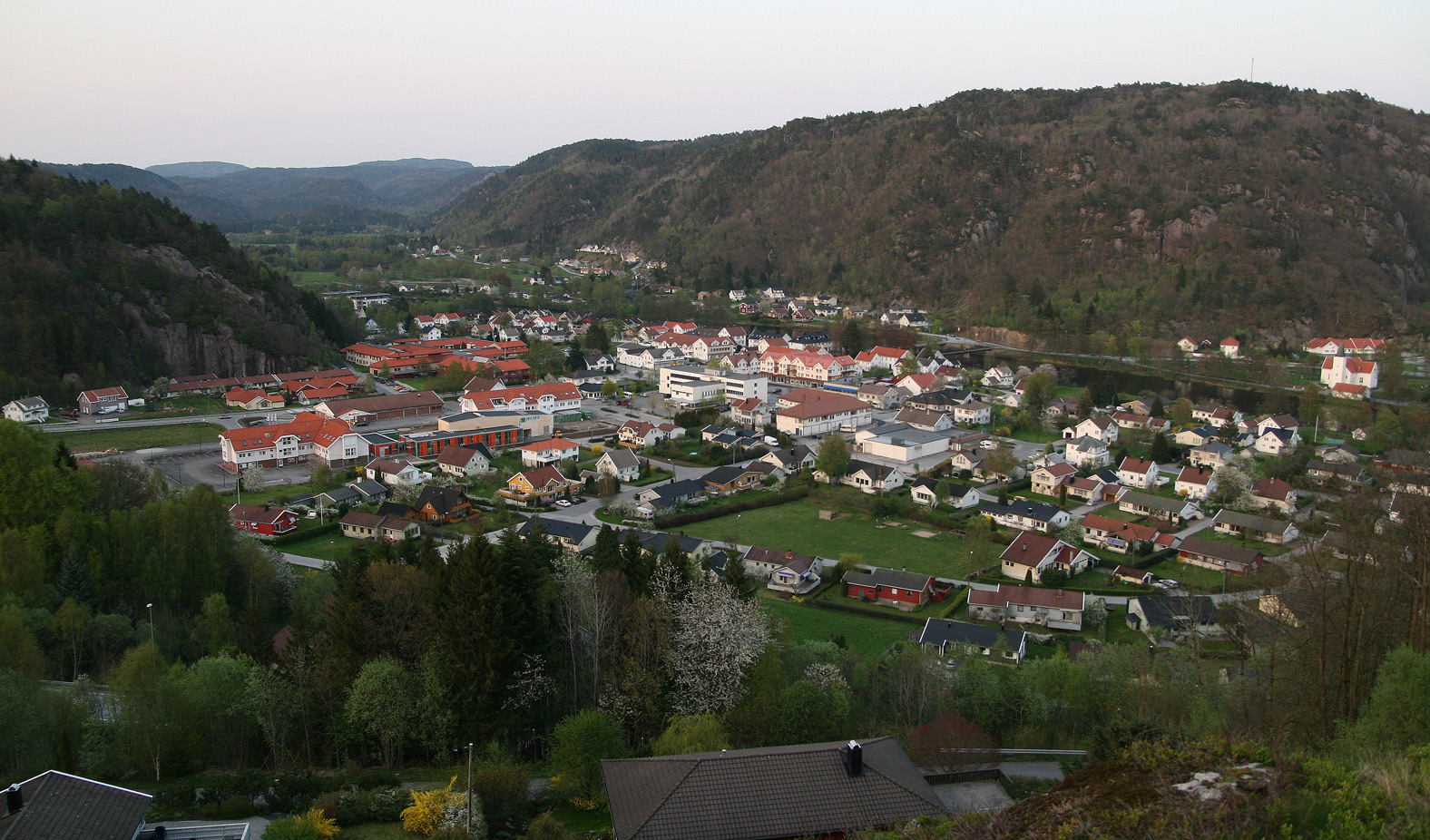
Vigeland.
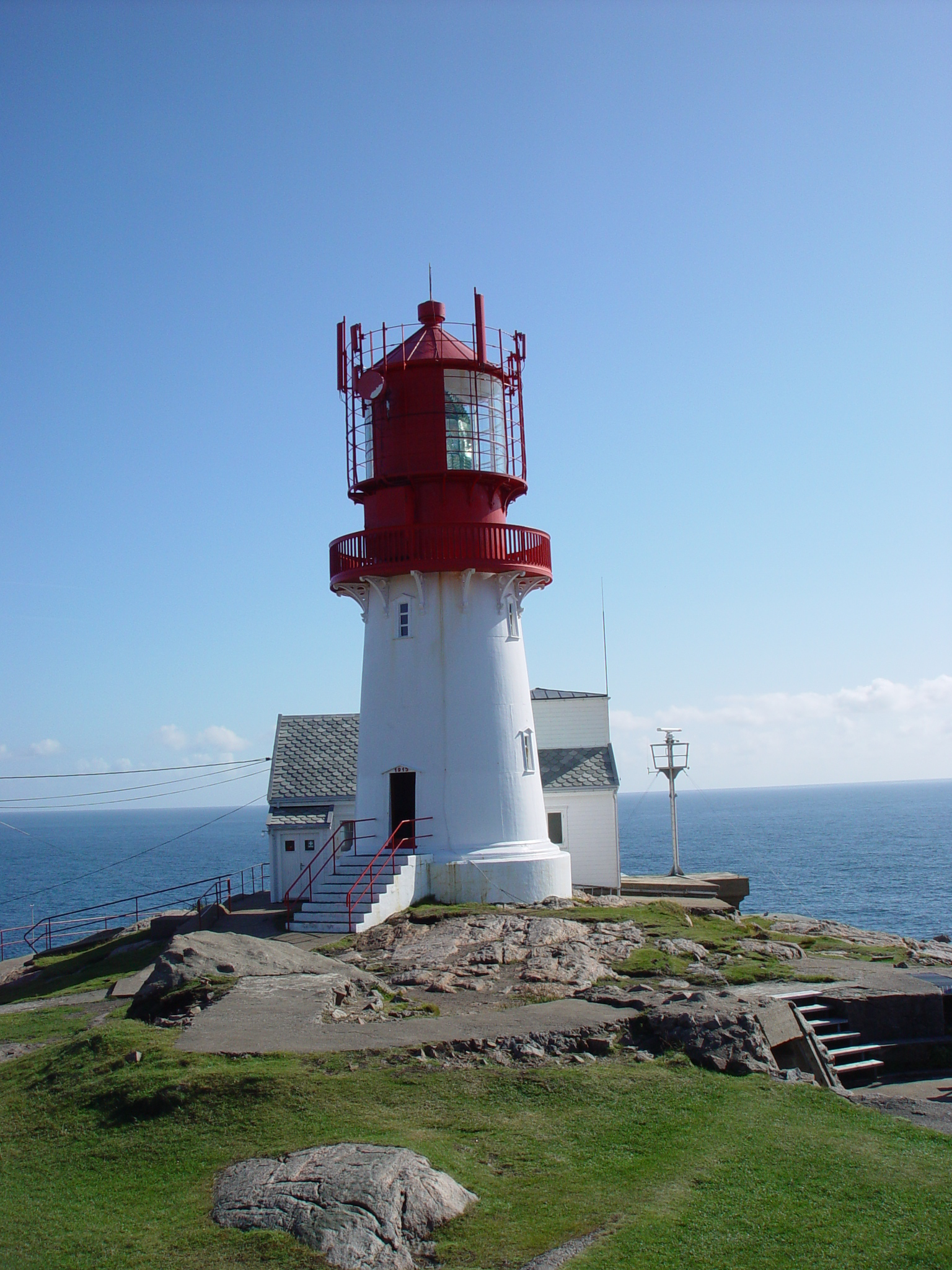
Lindesnes fyr.